# John Parrott
John Parrott OBE (n. 11 mai 1964, Liverpool, Anglia, Regatul Unit) este un fost jucător englez de snooker, ulterior comentator BBC de snooker și curse de cai.
Parrott a câștigat Campionatul Mondial din 1991, iar cea mai bună clasare din cariera sa a fost poziția a 2-a mondială (pentru trei sezoane consecutive). A câștigat nouă turnee de puncte de-a lungul anilor.  
Este fanul echipei de fotbal Everton FC din Liverpool. 